# Superficie de Fermi
En física de la materia condensada, la superficie de Fermi es un borde abstracto en el espacio recíproco útil para predecir las propiedades térmicas, eléctricas, magnéticas y ópticas de metales, semimetales y semiconductores dopados. La forma de la superficie de Fermi se deriva de la periodicidad y la simetría de la red cristalina y de la ocupación de las bandas de energía electrónicas. La existencia de una superficie de Fermi es consecuencia directa del principio de exclusión de Pauli, que permite un máximo de un electrón por estado cuántico.

## Teoría

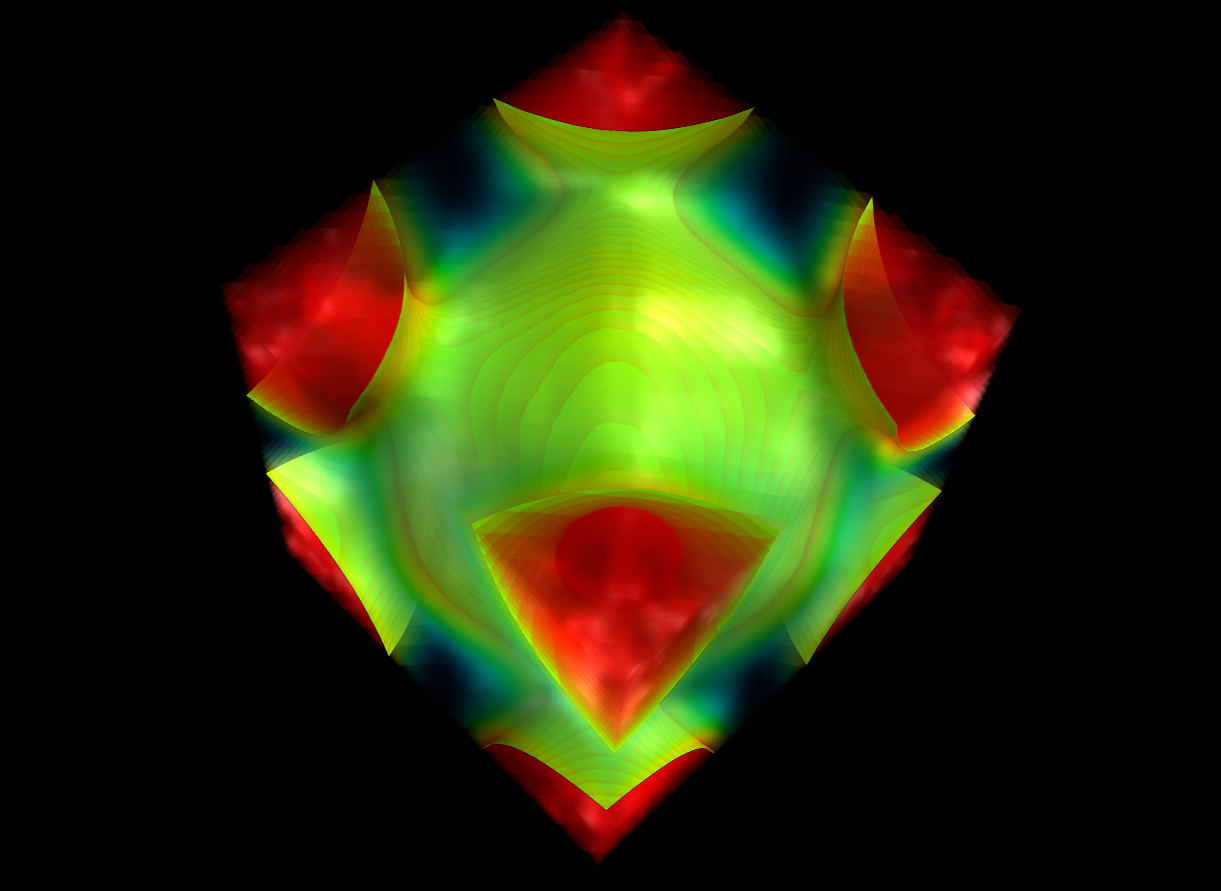
Superficie de Fermi y densidad de momento del electrón del cobre en la zona reducida medido con ACAR bidimensional.

Se considera un gas ideal de Fermi sin espín de {\displaystyle N} partículas. De acuerdo a la estadística de Fermi-Dirac, la ocupación media de un estado con energía {\displaystyle \epsilon _{i}} viene dada por
{\displaystyle \langle n_{i}\rangle ={\frac {1}{e^{(\epsilon _{i}-\mu )/k_{B}T}+1}},}
donde:
- {\displaystyle \left\langle n_{i}\right\rangle } es la ocupación media del estado i-ésimo.
- {\displaystyle \epsilon _{i}} es la energía cinética del estado i-ésimo.
- {\displaystyle \mu } es el potencial químico interno (a temperatura nula, es la energía cinética máxima que puede tener la partícula, esto es, su energía de Fermi ).
- {\displaystyle T} es la temperatura absoluta.
- {\displaystyle k_{B}} es la constante de Boltzmann.

Consideramos el límite {\displaystyle T\to 0}. Tenemos entonces:
{\displaystyle \left\langle n_{i}\right\rangle \approx {\begin{cases}1&(\epsilon _{i}<\mu )\\0&(\epsilon _{i}>\mu )\end{cases}}.}
Por el principio de exclusión del Pauli, no puede haber ningún par de fermiones con el mismo estado. Así, en el estado de menor energía, las partículas ocupan todos los niveles de energía por debajo de {\displaystyle \epsilon _{F}}, lo que es equivalente a decir que {\displaystyle \epsilon _{F}} es el nivel de energía bajo el que hay exactamente {\displaystyle N} estados.
En el espacio de momentos, estas partículas ocupan una esfera de radio {\displaystyle p_{F}}, cuya superficie se denomina superficie de Fermi.
La respuesta lineal de un metal a un gradiente eléctrico, magnético o térmico está determinada por la forma de la superficie de Fermi, ya que las corrientes se deben a cambios en la ocupación de estados cerca de la energía de Fermi. Las superficies de Fermi de electrones libres son esferas de radio
{\displaystyle k_{F}={\frac {\sqrt {2mE_{F}}}{\hbar }}}
Determinado por la concentración del electrón de valencia, donde {\displaystyle \hbar } es la constante de Planck reducida. Un material cuyo nivel de Fermi se encuentra en un hueco entre bandas es un aislante o semiconductor dependiendo del tamaño de la banda prohibida. Cuando el nivel de Fermi de un material cae en una banda prohibida no hay superficie de Fermi.

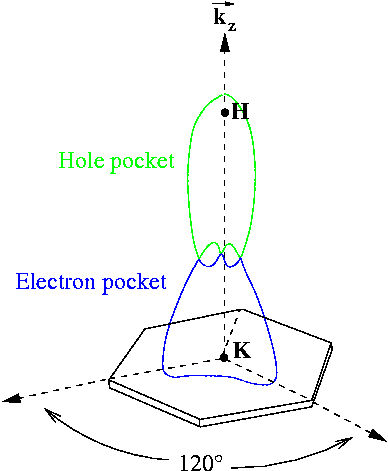
Vista de la superficie de Fermi del grafito en los puntos H, límites de la zona de Brillouin, mostrando la simetría trigonal.

Los materiales que presentan estructuras cristalinas complejas pueden tener superficies de Fermi bastante intrincadas. La figura muestra la superficie de Fermi anisótropa del grafito, que tiene zonas tanto de electrón como de hueco en su superficie de Fermi debido a las múltiples bandas que atraviesan la energía de Fermi a través de la dirección {\displaystyle {\vec {k}}_{z}}. A menudo en un metal el radio {\displaystyle k_{F}} de la superficie de Fermi es mayor que el tamaño de la primera zona de Brillouin, lo que resulta en una parte de la superficie de Fermi que se encuentra en la segunda zona (o mayores). Al igual que la propia estructura de bandas, la superficie de Fermi se puede mostrar en un esquema de zona extendida donde se permite que {\displaystyle {\vec {k}}} tenga tamaños arbitrariamente grandes, o en un esquema de zona reducida donde los vectores de onda tengan módulo {\displaystyle {\frac {2\pi }{a}}} (en el caso unidimensional), donde {\displaystyle a} es el parámetro de red. En el caso tridimensional, el esquema de zona reducida equivale a que de cualquier vector de onda {\displaystyle {\vec {k}}} existe un número apropiado de vectores de la red recíproca {\displaystyle {\vec {K}}} tales que el nuevo {\displaystyle {\vec {k}}} es más cercano al origen en el {\displaystyle {\vec {k}}}-espacio que cualquier {\displaystyle {\vec {K}}}. Los sólidos con gran densidad de estados al nivel de Fermi se vuelven inestables a bajas temperaturas y tienden a formar estados fundamentales donde la energía de condensación proviene de abrir un hueco en la superficie de Fermi. Ejemplos de estos estados fundamentales son los superconductores, materiales ferromagnéticos, distorsiones Jahn-Teller y ondas de densidad de espín.
La ocupación de estados de fermiones como los electrones está gobernada por la estadística de Fermi-Dirac de forma que a temperaturas finitas la superficie de Fermi está en consecuencia ampliada. En principio todas las poblaciones de niveles de energía en fermiones están limitadas por una superficie de Fermi, aunque el término no se suele utilizar fuera de la física de la materia condensada.

## Determinación experimental
Se han medido superficies de Fermi electrónicas a través de la observación de la oscilación de las propiedades de transporte en campos magnéticos {\displaystyle H}, como por ejemplo el efecto de Haas-van Alphen (dHvA) y el efecto Shubnikov-de Haas (SdH). La primera es una oscilación en la susceptibilidad magnética y la última en la resistividad. Las oscilaciones son periódicas en {\displaystyle 1/H} y ocurren por la cuantización de los niveles de energía en el plano perpendicular a un campo magnético, un fenómeno predicho por primera vez por Lev Landáu. Los nuevos estados se llaman niveles de Landáu y están separados por una energía {\displaystyle \hbar \omega _{c}} donde {\displaystyle \omega _{c}=eH/m^{*}c} se conoce como frecuencia de ciclotrón, {\displaystyle e} es la carga del electrón, {\displaystyle m^{*}} es la masa efectiva del electrón y {\displaystyle c} es la velocidad de la luz. En un célebre resultado, Lars Onsager probó que el periodo de oscilación {\displaystyle \Delta H} está relacionado con la sección cruzada de la superficie de Fermi (típicamente del orden de {\displaystyle \mathrm {\AA} ^{-2}}) perpendicular a la dirección del campo magnético {\displaystyle A_{\perp }} por la ecuación {\displaystyle A_{\perp }={\frac {2\pi e\Delta H}{\hbar c}}}. Así, la determinación de los periodos de oscilación para varias direcciones de aplicación del campo permite mapear la superficie de Fermi.
La observación de las oscilaciones dHvA y SdH requiere campos magnéticos lo bastante grandes para que la circunferencia de la órbita del ciclotrón sea menor que el camino libre medio. Por ello, los experimentos de dHvA y SdH se suelen realizar en instalaciones con grandes campos como el High Field Magnet Laboratory en los Países Bajos, el Grenoble High Magnetic Field Laboratory en Francia, el Tsukuba Magnet Laboratory en Japón o el National High Magnetic Field Laboratory en Estados Unidos.

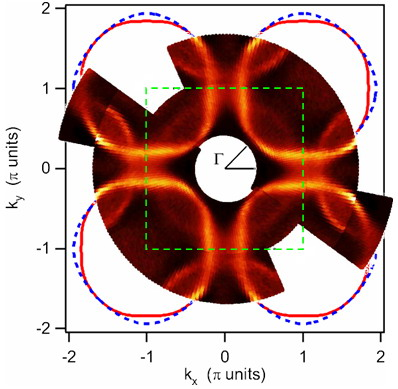
Superficie de Fermi de un cuprato medida con ARPES. La información experimental se muestra como un gráfico de intensidad en escala amarillo-rojo-negro. El rectángulo punteado en verde representa la primera zona de Brillouin del plano de CuO_{2}.

La técnica experimental más directa para resolver la estructura electrónica de cristales en la red recíproca y, consecuentemente, la superficie de Fermi, es la espectroscopía angular de efecto fotoeléctrico (ARPES por sus siglas en inglés). En la figura se muestra un ejemplo de superficie de Fermi de un cuprato semiconductor medido por ARPES.
Con la aniquilación electrón-positrón también se puede determinar la superficie de Fermi ya que el proceso de aniquilación conserva el momento de la partícula inicial. Dado que un positrón en un sólido se termaliza hasta la aniquilación, la radiación de aniquilación lleva la información del momento del electrón. La técnica experimental correspondiente se denomina correlación angular de la radiación de aniquilación electrón-positrón (ACAR por sus siglas en inglés), y mide la desviación angular de 180 grados de los cuantos de ambas aniquilaciones. De esta forma, es posible encontrar la densidad de momento de electrones de un sólido y determinar la superficie de Fermi. Además, usando positrones de espín polarizado, se puede obtener la distribución de momentos para los dos estados de espín en materiales magnetizados. ACAR tiene diversas ventajas y desventajas respecto a otras técnicas experimentales: no depende de condiciones de ultra-alto vacío, temperaturas de criogenización, grandes campos magnéticos ni aleaciones totalmente ordenadas. Sin embargo, ACAR necesita muestras con una baja concentración de vacantes dado que actúan como trampas efectivas para positrones. De esta forma, la primera determinación de una superficie de Fermi manchada en una aleación al 30 % se obtuvo en 1978.